# Buck Young
John Otto „Buck“ Young (* 12. April 1920 in Los Angeles, Kalifornien; † 9. Februar 2000 ebenda) war ein US-amerikanischer Schauspieler.

## Leben
Young begann seine Karriere 1953 mit einer im Abspann nicht genannten Rolle in Otto Premingers Drama Engelsgesicht. Es folgten eine Reihe von Episodenrollen in verschiedenen Fernsehserien, und einige weitere kleine Filmrollen ohne Credit. 1958 erhielt er die wiederkehrende Rolle des Deputy Buck Johnson in der Westernserie U.S. Marshal mit John Bromfield in der Titelrolle. In den folgenden Jahren trat er mehrfach, aber in wechselnden Rollen, in der langlebigen Westernserie Rauchende Colts auf. Dem folgte die Rolle des Sergeant Whipple in der Sitcom Gomer Pyle: USMC, die er von 1964 bis 1966 in zehn Episoden darstellte. Bei der Komödie Finger weg von meiner Frau von 1966 wurde Young, über ein Jahrzehnt nach dem Beginn seiner Karriere, erstmals in einem Abspann erwähnt. In Sturm auf Höhe 404 aus dem darauf folgenden Jahr spielte er eine größere Nebenrolle. Den Rest der 1960er Jahre dominierten Auftritte im Fernsehen, mehrfach war er in Meine drei Söhne, Lancer, Ein Käfig voller Helden und Die Leute von der Shiloh Ranch zu sehen.
In den 1970er Jahren setzte er seine bescheidene, aber beständige Karriere fort. Er trat unter anderem in acht Folgen von F.B.I., vier Folgen von Lou Grant, je drei Folgen von MASH, Notruf California und Project U.F.O., sowie zwei Folgen von Die Straßen von San Francisco auf. Seine einzig nennenswerte Filmrolle der 1970er Jahre stellte er an der Seite von Joe Don Baker im Actionfilm Mitchell dar.
Young trat in mit Ein Colt für alle Fälle und Simon & Simon in zwei populären Serien der 1980er Jahre auf, zudem hatte er Episodenrollen unter anderem in T.J. Hooker, Ein Engel auf Erden und Polizeirevier Hill Street. Seine letzte Rolle hatte er 1992 bei einer Folge von Columbo, damit endete eine fast vier Jahrzehnte lange Karriere mit weit über hundert Credits im Schatten der großen Stars.
Young war von 1953 bis zu seinem Tod im Februar 2000 mit der Schauspielerin Peggy Stewart verheiratet. Sein Schwager war der Schauspieler Wayne Morris.

## Filmografie (Auswahl)

### Film
- 1953: Engelsgesicht (Angel Face)
- 1957: Düsenjäger (Jet Pilot)
- 1957: Gold aus heißer Kehle (Loving You)
- 1966: Finger weg von meiner Frau (Not with My Wife, You Don’t!)
- 1967: Sturm auf Höhe 404 (The Young Warriors)
- 1973: Begegnung am Vormittag (Breezy)
- 1975: Der Gangsterboss von New York (Lepke)
- 1975: Mitchell
- 1976: Zwei Minuten Warnung (Two-Minute Warning)
- 1982: Der Mann ohne Gnade (Death Wish II)

### Fernsehen
- 1957: Have Gun – Will Travel
- 1974, 1978: Barnaby Jones (2 Folgen)
- 1975: Kojak – Einsatz in Manhattan (Kojak)
- 1976: Die Zwei mit dem Dreh (Switch)
- 1978: Columbo: Mord in eigener Regie (Make Me a Perfect Murder, Fernsehreihe)
- 1978: Detektiv Rockford – Anruf genügt (The Rockford Files)
- 1978: Drei Engel für Charlie (Charlie’s Angels)
- 1981: Ein Duke kommt selten allein (The Dukes of Hazzard)
- 1982: Ein Colt für alle Fälle (The Fall Guy)
- 1982: T. J. Hooker
- 1985: Ein Engel auf Erden (Highway to Heaven)
- 1985: Polizeirevier Hill Street (Hill Street Blues)
- 1988: Simon & Simon
- 1992: Columbo: Ein Spatz in der Hand (A Bird in the Hand…)